# Esqui cross-country nos Jogos Olímpicos de Inverno de 2010 - Revezamento 4x5 km feminino
O revezamento 4x5 km feminino do esqui cross-country nos Jogos Olímpicos de Inverno de 2010 ocorreu no dia 25 de fevereiro no Parque Olímpico de Whistler.

## Medalhistas
|  | NOR Noruega                                                          |  | GER Alemanha                                                        |  | FIN Finlândia                                                         |
|  | Vibeke Skofterud Therese Johaug Kristin Størmer Steira Marit Bjørgen |  | Katrin Zeller Evi Sachenbacher-Stehle Miriam Gössner Claudia Nystad |  | Pirjo Muranen Virpi Kuitunen Riitta-Liisa Roponen Aino-Kaisa Saarinen |

## Resultados
| Pos.              | Nº | País                                                                                      | Tempo                                     | Diferença |
| ----------------- | -- | ----------------------------------------------------------------------------------------- | ----------------------------------------- | --------- |
| Medalha de ouro   | 4  | NOR Noruega Vibeke Skofterud Therese Johaug Kristin Størmer Steira Marit Bjørgen          | 55:19.5 14:49.9 14:46.5 12:53.2 12:49.9   | 0.0       |
| Medalha de prata  | 2  | GER Alemanha Katrin Zeller Evi Sachenbacher-Stehle Miriam Gössner Claudia Nystad          | 55:44.1 14:53.7 15:00.6 12:52.0 12:57.8   | +24.6     |
| Medalha de bronze | 1  | FIN Finlândia Pirjo Muranen Virpi Kuitunen Riitta-Liisa Roponen Aino-Kaisa Saarinen       | 55:49.9 15:32.4 14:35.7 12:38.2 13:03.6   | +30.4     |
| 4                 | 5  | ITA Itália Arianna Follis Marianna Longa Silvia Rupil Sabina Valbusa                      | 56:04.9 14:58.6 14:29.4 13:01.8 13:35.1   | +45.4     |
| 5                 | 3  | SWE Suécia Anna Olsson Magdalena Pajala Charlotte Kalla Ida Ingemarsdotter                | 56:18.9 14:47.1 15:35.6 12:25.0 13:31.2   | +59.4     |
| 6                 | 9  | FRA França Aurore Cuinet Karine Laurent Philippot Celia Bourgeois Cecile Storti           | 56:30.6 15:13.3 14:38.8 12:59.9 13:38.6   | +1:11.1   |
| 7                 | 8  | RUS Rússia Olga Zavyalova Irina Khazova Yevgeniya Medvedeva Natalya Korostelyova          | 57:00.9 15:15.2 15:19.0 13:01.1 13:25.6   | +1:41.4   |
| 8                 | 7  | JPN Japão Madoka Natsumi Masako Ishida Nobuko Fukuda Michiko Kashiwabara                  | 57:40.4 15:03.0 14:50.4 13:34.5 14:12.5   | +2:20.9   |
| 9                 | 11 | KAZ Cazaquistão Elena Kolomina Oxana Jatskaja Tatjana Roshina Svetlana Malahova-Shishkina | 58:23.3 15:29.1 15:25.7 13:47.7 13:40.8   | +3:03.8   |
| 10                | 10 | BLR Bielorrússia Nastassia Dubarezava Alena Sannikova Olga Vasiljonok Ekaterina Rudakova  | 58:28.4 15:36.5 15:29.2 13:22.1 14:00.6   | +3:08.9   |
| 11                | 14 | USA Estados Unidos Kikkan Randall Holly Brooks Morgan Arritola Caitlin Compton            | 58:57.5 14:57.5 16:12.8 13:41.6 14:05.6   | +3:38.0   |
| 12                | 13 | CZE República Checa Eva Nývltová Kamila Rajdlová Ivana Janečková Eva Skalníková           | 59:11.2 15:15.0 15:28.9 13:34.3 14:53.0   | +3:51.7   |
| 13                | 12 | UKR Ucrânia Tatjana Zavalij Kateryna Grygorenko Maryna Antsybor Valentina Shevchenko      | 59:25.7 15:38.1 16:16.7 13:34.2 13:56.7   | +4:06.2   |
| 14                | 16 | SLO Eslovênia Anja Erzen Katja Višnar Vesna Fabjan Barbara Jezeršek                       | 59:47.5 16:00.8 16:32.3 13:25.0 13:49.4   | +4:28.0   |
| 15                | 15 | CAN Canadá Daria Gaiazova Perianne Jones Chandra Crawford Madeleine Williams              | 1:00:05.0 15:35.8 16:14.7 14:17.7 13:56.8 | +4:45.5   |
| 99 !              | 6  | POL Polônia Kornelia Marek Justyna Kowalczyk Paulina Maciuszek Sylwia Jaśkowiec           | DSQ                                       | -         |

Legenda
| Recorde mundial      | Recorde mundial (World record)               |                       | Recorde africano                      | Recorde africano (African) |                                           | Q | Classificado por posição (Qualified) |
| Recorde olímpico     | Recorde olímpico (Olympic record)            | Recorde da América    | Recorde da América (Americas)         | q                          | Classificado por melhor tempo (Qualified) |   |                                      |
| Melhor marca do ano  | Melhor marca do ano (World leading)          | Recorde asiático      | Recorde asiático (Asian)              | DNS                        | Não largou (Did not start)                |   |                                      |
| Recorde nacional     | Recorde nacional (National record)           | Recorde europeu       | Recorde europeu (European)            | DNF                        | Não terminou (Did not finish)             |   |                                      |
| Recorde pessoal      | Recorde pessoal do atleta (Personal best)    | Recorde da Oceania    | Recorde da Oceania (Oceania)          | DSQ / DQ                   | Desclassificado (Disqualified)            |   |                                      |
| Recorde da temporada | Recorde da temporada do atleta (Season best) | Recorde sul-americano | Recorde sul-americano (South America) | NM                         | Sem marca (No mark)                       |   |                                      |